# Spektrum (powieść)
Spektrum – polska powieść fantastycznonaukowa autorstwa Martyny Raduchowskiej. Jest drugim tomem serii Czarne Światło, jednak jej akcja dzieje się równolegle z tomem pierwszym, opowiadając historię z perspektywy androida o imieniu Maya. Powieść ukazała się 3 października 2018 nakładem wydawnictwa Uroboros. Na początku 2019 zdobyła tytuł Książki Roku w kategorii science fiction według portalu Lubimy Czytać, zdobywając 1096 głosów. Została też nominowana do Nagrody im. Janusza A. Zajdla za rok 2018. Marcin Mroziuk, recenzent portalu Wirtualna Polska, ocenił Spektrum pozytywnie.